# Гексопреналин
Гексопреналин — лекарственное средство, селективный бета2-адреностимулятор.

## Фармакологическое действие
Оказывает токолитическое, бронхорасширяющее действие. Активирует аденилатциклазу и увеличивает уровень цАМФ, снижая тем самым концентрацию внутриклеточного Ca2+. Препятствует высвобождению биологически активных веществ — гистамина, лейкотриена D4 и др. из тучных клеток. В средних терапевтических дозах не оказывает заметного влияния на частоту сердечных сокращений. Стимулирует гликогенолиз. На бета1-адренорецепторы действует слабо, практически не оказывает стимулирующего влияния на сердечно-сосудистую систему.

## Показания
Острый токолиз: быстрое подавление схваток при родах в случае острой внутриматочной асфиксии (дистресс плода); перед мануальным поворотом плода из поперечного положения; при выпадении пуповины; осложненная родовая деятельность; расслабление матки перед кесаревым сечением. Массивный токолиз: торможение преждевременных схваток при наличии сглаженной шейки матки и/или раскрытии зева матки. Длительный токолиз: опасность преждевременных родов (маточные сокращения без укорочения и расширения шейки матки); расслабление матки перед, во время и после наложения серкляжа. Бронхиальная астма (лечение и профилактика), бронхообструктивный синдром, бронхоспастические реакции различного генеза.

## Противопоказания
Гиперчувствительность, тиреотоксикоз, мерцательная тахиаритмия, миокардит, кардиомиопатия (в том числе гипертрофическая обструктивная кардиомиопатия), ИБС, артериальная гипертензия; печеночная и/или почечная недостаточность, закрытоугольная глаукома; метроррагия, преждевременная отслойка плаценты, инфекционные поражения эндометрия, беременность (I триместр).

## Режим дозирования
Острый токолиз. Внутривенно медленно, в дозе 10 мкг (растворив в 10 мл 0.9 % раствора NaCl или 5 % раствора декстрозы) в течение 5-10 мин. При необходимости можно продолжить внутривенное капельное введение в дозе 0.3 мкг/мин. Массивный токолиз. Внутривенно капельно, 0.3 мкг/мин; при необходимости можно начать лечение с медленного внутривенного струйного введения 10 мкг. Суточная доза — до 430 мкг (превышение возможно только в исключительных случаях). Для внутривенного капельного введения концентрат для инфузий разводят в 500 мл 0,9 % раствора NaCl или 5 % раствора декстрозы. Расчет скорости введения (дозировки): для обеспечения скорости введения 0.3 мкг/мин могут быть использованы следующие соотношения количества препарата и скорости введения: 25 мкг — 30 кап/мин; 50 мкг — 60 кап/мин; 75 мкг — 90 кап/мин; 100 мкг — 120 кап/мин. Длительный токолиз. Внутривенно капельно, со скоростью 0.075 мкг/мин. Капельное введение желательно осуществлять при помощи автоматического инфузионного насоса, поскольку объем вводимой жидкости не должен превышать 1.5 л/сут. Если сокращения матки отсутствуют в течение 48 ч, можно назначить внутрь в виде таблеток. Дозу подбирают индивидуально: вначале назначают по 500 мкг каждые 3 ч, затем каждые 4-6 ч; таблетки запивают небольшим количеством жидкости. При бронхоспазме: внутрь, взрослым — по 0.5-1 мг 3 раза в сутки; детям в возрасте 3-6 мес — по 0.125 мг 1-2 раза в сутки; 7-12 мес — 0.125 мг 1-3 раза в сутки; 1-3 лет — по 0.125-0.25 мг 1-3 раза в сутки; 4-6 лет — по 0.25 мг 1-3 раза в сутки; 7-10 лет — по 0.5 мг 1-3 раза в сутки. Для купирования приступа удушья может назначаться в виде дозированного аэрозоля, взрослым и детям старше 3 лет — по 0.2-0.4 мг (1-2 вдоха). Максимальная суточная доза — 2 мг (2 вдоха по 0.2 мг 5 раз в сутки), интервал между ингаляциями — не менее 30 мин. Внутривенно взрослым вводят 0.5 мг; при необходимости — до 1.5-2 мг. При астматическом статусе можно вводить внутривенно по 0.5 мг 3-4 раза в течение 24 ч. Разовая доза для детей в возрасте 3-6 мес составляет 1 мкг; 7-12 мес — 2 мкг; 1-3 лет — 2-3 мкг; 4-10 лет — 3-4 мкг. Внутривенно струйно препарат следует вводить в течение 2 мин; для внутривенного капельного введения раствор для инъекций предварительно растворить в 0,9 % растворе NaCl или в 5 % растворе декстрозы.

## Побочные эффекты
Головная боль, тревожность, мышечный тремор, повышенное потоотделение, головокружение, тошнота, рвота, атония кишечника, повышение активности «печеночных» трансаминаз, тахикардия (частота сердечных сокращений плода в большинстве случаев не меняется или изменяется мало), снижение артериального давления (преимущественно снижение диастолического артериального давления); желудочковая экстрасистолия, кардиалгия; у больных сахарным диабетом — гипергликемия (стимуляция липолиза и ухудшение утилизации глюкозы); снижение диуреза, особенно в начальной фазе лечения; отёки, гипокалиемия, гипокальциемия в начале терапии (в дальнейшем содержание Ca2+ нормализуется). У новорожденных — гипогликемия и ацидоз, бронхоспазм, анафилактический шок.

### Передозировка
Симптомы: тревожность, мелкоразмашистый тремор, повышенное потоотделение, выраженная тахикардия, аритмия, головные боли, кардиалгия, снижение артериального давления, одышка. 

Лечение: назначение неселективных бета-адреноблокаторов (пропранолол).

## Взаимодействие
Несовместим с лекарственными средствами, содержащими Ca2+ и витамин D, симпатомиметиками, дигидроксистеролом, МКС, алкалоидами спорыньи, ингибиторами МАО, трициклическими антидепрессантами. Теофиллин усиливает эффекты гексопреналина. Ослабляет действие пероральных гипогликемических лекарственных средств. Бета-адреноблокаторы ослабляют эффекты гексопреналина. Средства для общей анестезии (фторотан) и адреностимуляторы усиливают побочные эффекты со стороны сердечно-сосудистой системы.

## Форма выпуска
- в аэрозольной упаковке (по 15 мл) с дозирующим клапаном, регулирующим выделение 0,2 мг гексопреналина сульфата при одном нажатии (общее число доз в одной упаковке около 400)
- таблетки по 0,0005 г (0,5 мг) гексопреналина сульфата в упаковке по 20 или 100 штук
- ампулы по 2 мл (5 мг в ампуле) в упаковке по 5 ампул
- сироп для детей, содержащий по 0,125 мг гексопреналина дигидрохлорида в 1 мерной ложке (5 мл), во флаконах по 150 мл.